# Cannstatter Volksfest
Cannstatter Volksfest è una popolare festa che ha luogo tutti gli anni dalla fine di settembre all'inizio di ottobre a Stoccarda, nel land del Baden-Württemberg. La festa dura tre settimane ed è considerata la seconda festa più famosa della Germania, dopo l'Oktoberfest di Monaco di Baviera, benché ve ne siano di più famose a livello internazionale.
La Cannstatter Volksfest, con le sue attrazioni, i grandissimi tendoni della birra e la squisita scelta gastronomica è stata definita una delle feste popolari più belle al mondo che ha raggiunto la 174ª edizione nel 2019. La manifestazione non si è tenuta negli anni dell'emergenza pandemica per il coronavirus. 
A differenza dell'Oktoberfest di Monaco di Baviera risultano esserci molto meno turisti, facendone una festa popolare animata principalmente da gente del luogo.
La birra Marzen che viene servita durante la festa viene prodotta esclusivamente da birrifici locali di Stoccarda. Per poter consumare la birra è necessario sedersi presso uno dei capannoni allestiti per l'evento.

## Storia
La festa nasce nel 1816, dopo la distruzione quasi totale del raccolto nella regione a causa del maltempo e del lungo e rigido inverno. Il periodo di fame che ne seguì nel 1817 spinse re Guglielmo I a realizzare una festa “per alleviare il morale dei contadini”. Così, nel 1818, ebbe luogo la prima festa presso il Wasen di Cannstatt, i grandi prati fuori città.

## Descrizione
Durante la Cannstatter Volksfest milioni di visitatori entusiasti festeggiano insieme intorno alla “colonna della frutta” (Fruchtsäule) alta 24 metri, il simbolo di questa festa che ne ricorda le origini contadine.
Il programma prevede attrazioni per tutta la famiglia, giostre, montagne russe e la ruota panoramica mobile più grande del mondo. La birra scorre senza interruzione e viene accompagnata da consistenti piatti locali.
Sotto i tendoni della birra l'atmosfera è animatissima. Ogni tendone può ospitare fino a 8000 visitatori, ma ce ne sono anche alcuni più piccoli di 2-3000 persone. Le bande musicali in costume vivacizzano l'ambiente, mentre specialità regionali come käsespätzle, arrosti, Schupfnudeln con crauti, Göckele o il croccante arrosto di maiale si accompagnano ad un paio di buoni boccali di birra.
Cerimonia di inaugurazione e spillatura della botte:
Il 1º venerdì dell'apertura (ore 20.15)
Il sindaco di Stoccarda inaugura ufficialmente l'apertura delle festività con la tradizionale spillatura della botte, accompagnata da attori nei tradizionali e colorati costumi locali, musica popolare e scenette umoristiche.
Processione durante la Festa della birra:
Domenica (ore 11.00)
La prima domenica della festa sfilano i tradizionali carri della birra, sfarzosamente addobbati, i gruppi musicali e i cori provenienti da tutta la regione, accompagnati dagli applausi dei visitatori, in una festosa atmosfera.

## Aggregazione
Alla Cannstatter Volksfest si incontrano numerosi gruppi ed associazioni che fanno dell'aggregazione il loro credo. È piuttosto agevole distinguerli dai comuni visitatori, in quanto indossano abbigliamento personalizzato, in genere griffato con i loghi della propria associazione.

## Curiosità
A Filadelfia (Stati Uniti d'America) viene celebrata il primo lunedì di settembre una festa con il nome Canstatter Volksfest, con specialità alimentari sveve.

## Galleria d'immagini

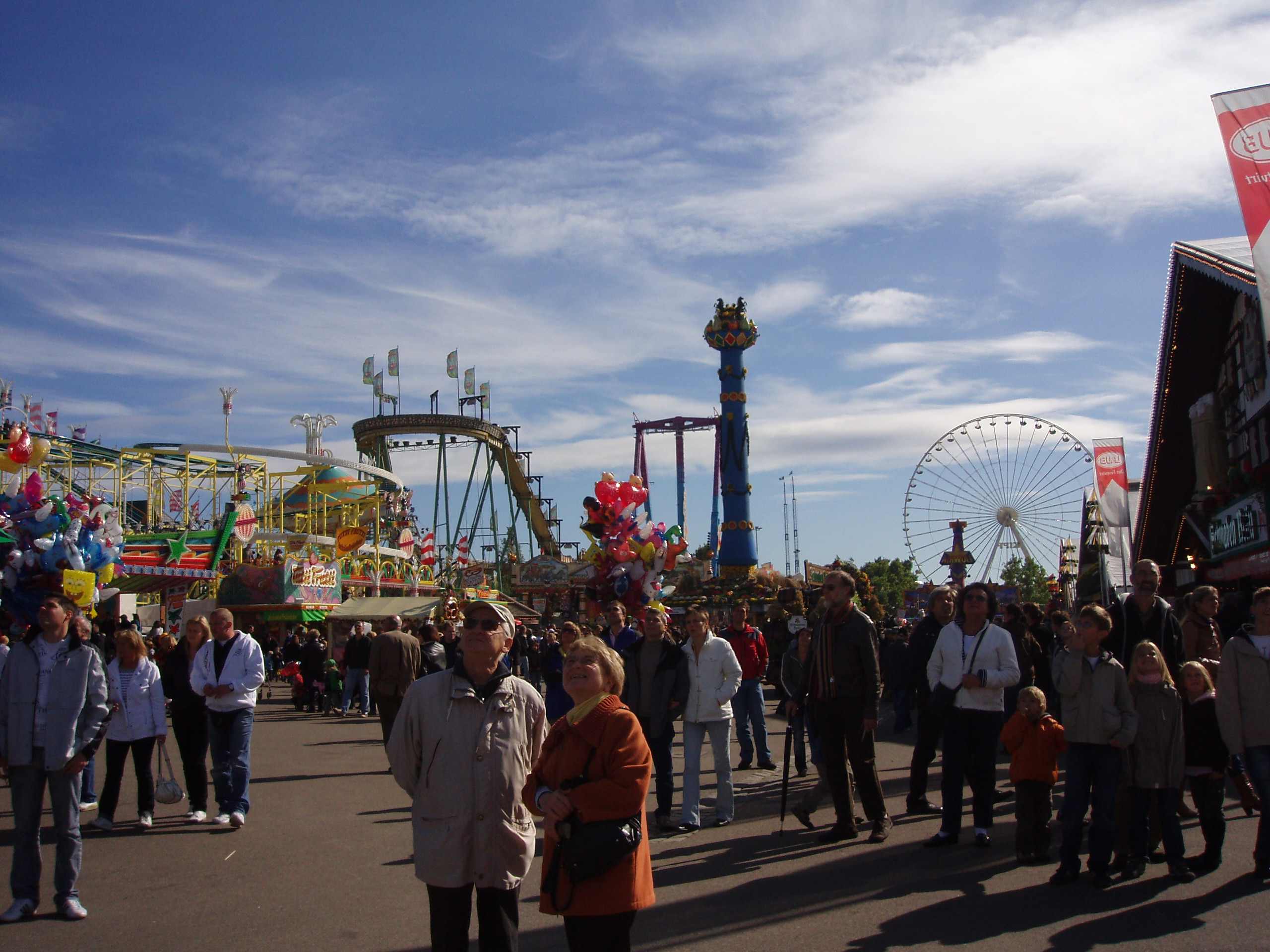
Cannstatter Volksfest nel 2008
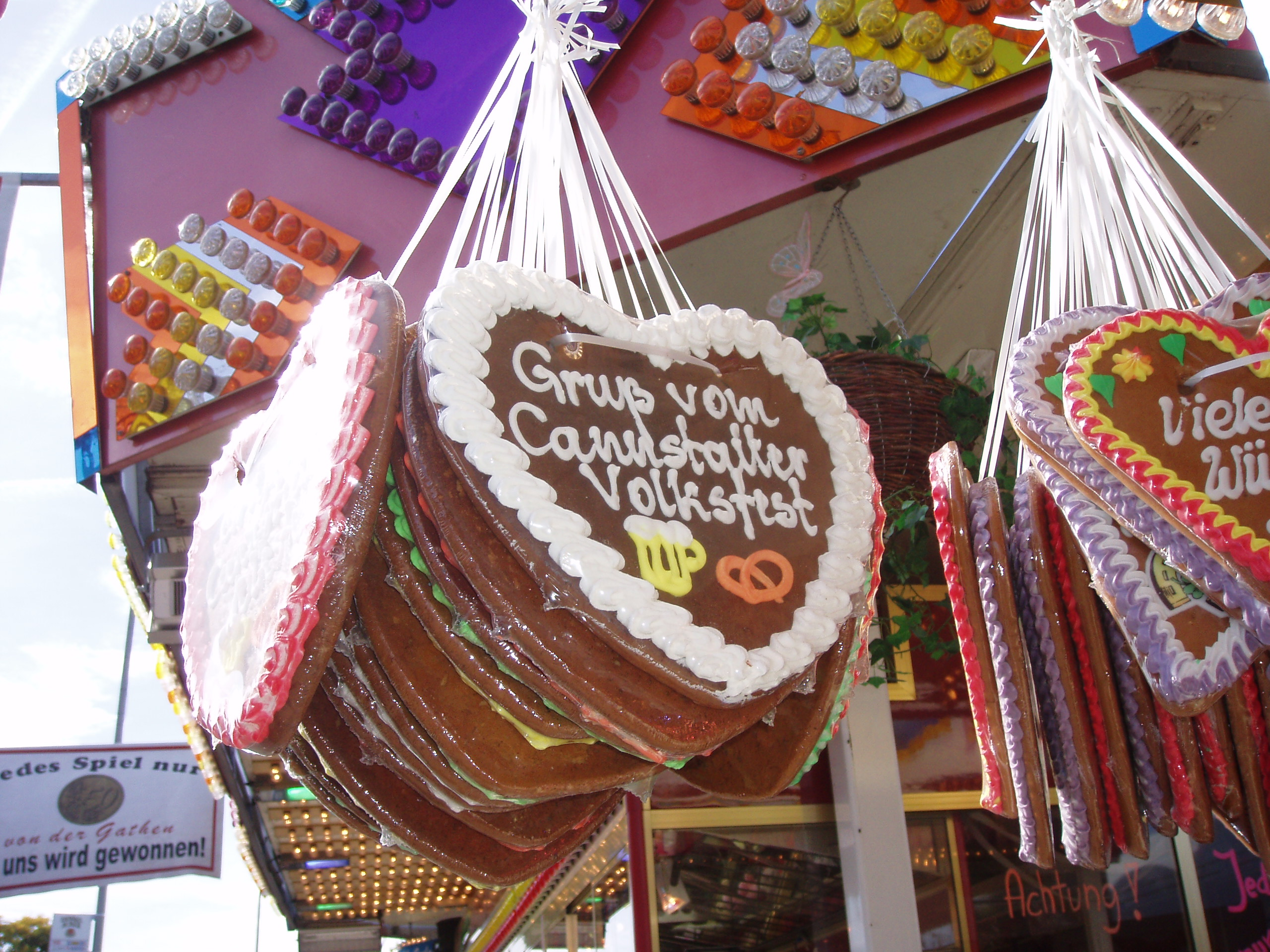
Souvenirs
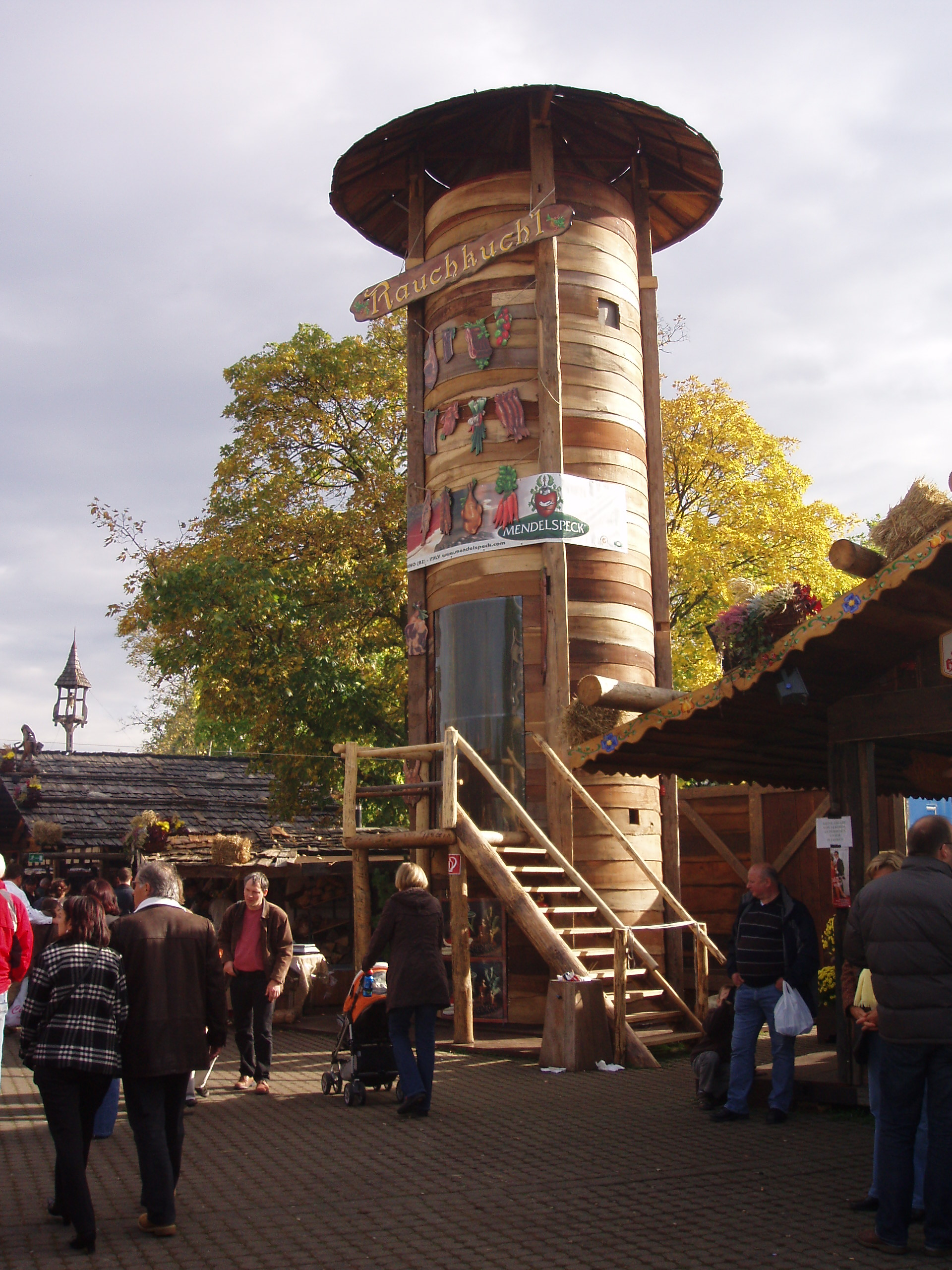
Particolare della festa del 2008
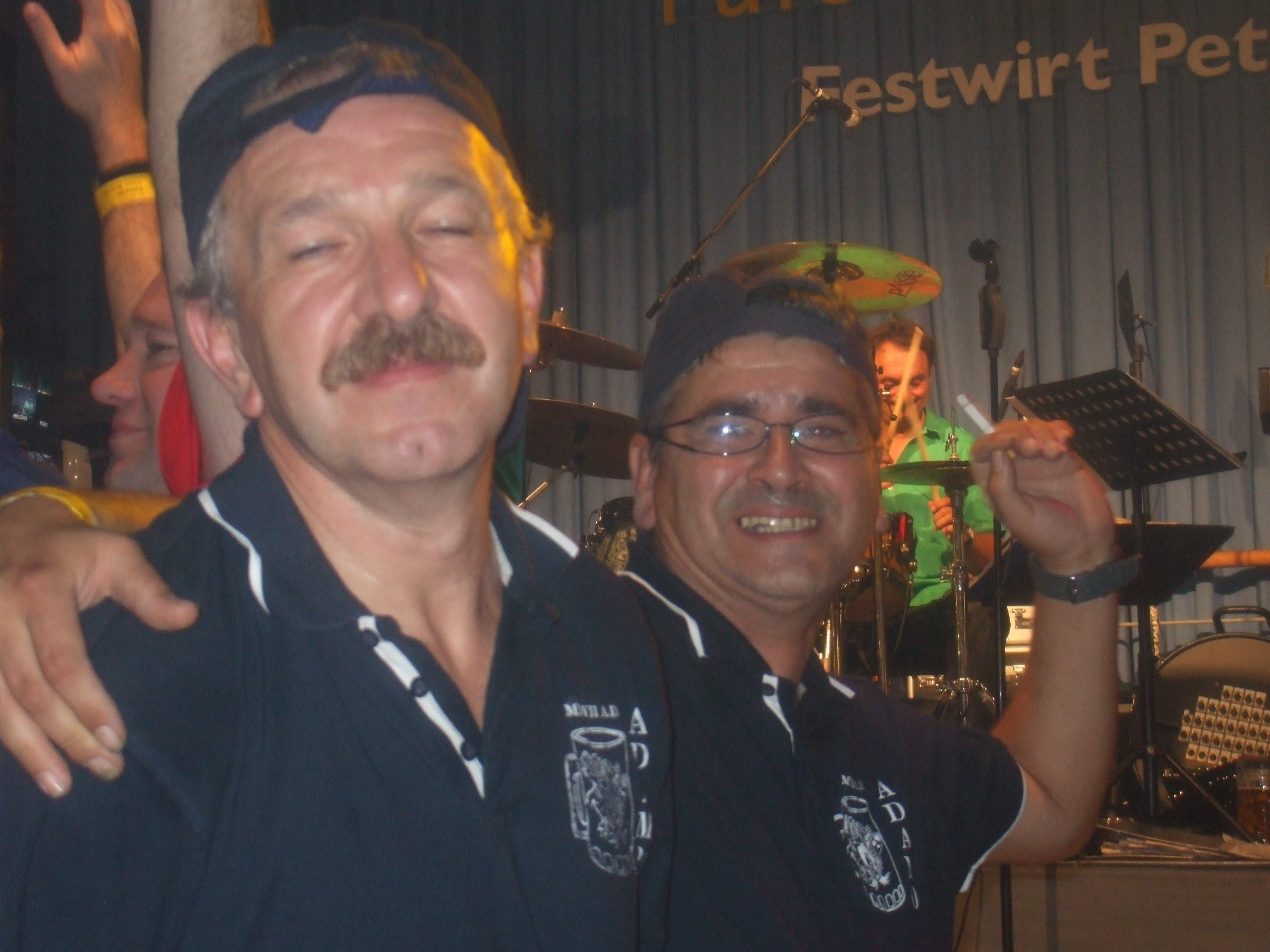
Tipica associazione ludico culturale